# Leistenschnabeltukan

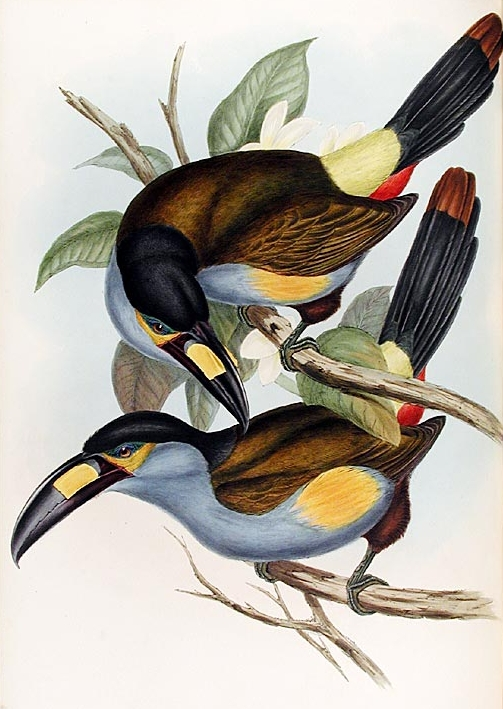
Illustration aus A Monograph of the Ramphastidae

Der Leistenschnabeltukan oder Blattschnabel-Blautukan (Andigena laminirostris) ist ein südamerikanischer Spechtvogel.

## Merkmale
Der bis zu 50 Zentimeter lange Leistenschnabeltukan ist an der Unterseite blaugrau und an der Haube schwarz gefärbt. Die olivbraunen Flügel weisen an den Flanken gelben Flecken auf. Der großteils schwarze Schnabel ist an der Wurzel rot und an den flachen Hornplatten an den Oberschnabelseiten gelb gefärbt. Die Flügel sind verhältnismäßig klein und gerundet, daher kann der Vogel nicht besonders gut fliegen. Durch die kräftigen Krallen allerdings bewegt er sich behände hüpfend im Geäst der Bäume fort.
Anders als der Blautukan ist der Leistenschnabeltukan ruffreudig. Zu seinem Lautrepertoire gehören ein wiederholtes, nasales quuuuah, quuuuah sowie ein abgehacktes Klappern.

## Vorkommen
Der Vogel kommt in Westkolumbien und Ecuador. Sein Lebensraum sind mit Bromelien und Moosen bewachsene Bergregenwälder und Waldrandgebiete der gemäßigten und subtropischen Klimazone. Seine Höhenverbreitung reicht von 300 Metern an den pazifischen Ausläufern der Anden bis zu 3200 Metern.
Die IUCN stuft den Leistenschnabeltukan als in geringem Maße bedroht (near threatened) ein. Genaue Bestandszahlen liegen nicht vor, im Verbreitungsgebiet werden jedoch zunehmend die geeigneten Lebensräume zerstört, so dass die Bestandszahlen rückläufig sind.

## Verhalten
Der Leistenschnabeltukan sucht im Geäst der Bäume nach Früchten, Insekten und kleinen Wirbeltieren. Die Vögel leben paarweise oder in kleinen Gruppen. Gelegentlich schließen sie sich gemischten Vogeltrupps an, um Nahrung zu suchen.
In Specht- oder Baumhöhlen bebrüten beide Elternvögel gewöhnlich zwei bis drei Eier.

## Haltung
Leistenschnabeltukane wurden zu Beginn des 21. Jahrhunderts in vier zoologischen Gärten gehalten, darunter der Weltvogelpark Walsrode. Zuchterfolge in europäischen Zoos gab es bis 2002 nicht, die Welterstzucht gelang im Zoo von Los Angeles.

## Belege

### Einzelbelege
1. ↑  Lantermann, S. 165.
2. ↑  BirdLife International (BirdLife International): IUCN Red List of Threatened Species: Andigena laminirostris. In: IUCN Red List of Threatened Species. 1. Oktober 2016 (iucnredlist.org [abgerufen am 30. Oktober 2021]).
3. ↑  Lantermann, S. 166 f.